# サンマ
サンマ（秋刀魚、青串魚、夏刀魚） は、ダツ目-ダツ上科-サンマ科-サンマ属に分類される、海棲硬骨魚の1種。北太平洋に広く生息する。
日本では秋の味覚を代表する食材のひとつとして供される他、季節を問わず缶詰食品などの具材としても利用される。
2010年代以降、水揚量が激減している。

## 呼称

### 学名
| 項目                                  | 分量（g） |
| ------------------------------------- | --------- |
| 脂肪総量                              | 24.6      |
| 脂肪酸総量                            | 19        |
| 飽和脂肪酸                            | 4.2       |
| 一価不飽和脂肪酸                      | 10        |
| 多価不飽和脂肪酸                      | 4.6       |
| 18:2（n-6）リノール酸                 | 0.27      |
| 18:3（n-3）α-リノレン酸               | 0.21      |
| 20:4（n-6）アラキドン酸               | 0.096     |
| 20:5（n-3）エイコサペンタエン酸 (EPA) | 0.21      |
| 22:6（n-3）ドコサヘキサエン酸 (DHA)   | 1.7       |

サンマを欧米に紹介したのは、1854年に日米和親条約締結のため来日したマシュー・ペリーが連れてきた学術調査団の一員であったジェイムズ・カーソン・ブレボートである。サクラマス/ヤマメ・マアナゴ・イトウなど日本産の「新種」62種の中にサンマが含まれている。彼は大西洋に生息するニシサンマと同属の新種と判断し、Scomberesox saira の学名を1856年に発表した。ニシサンマとサンマは鰭の位置や形状が酷似しているが、ニシサンマの吻が長いのに対し、サンマは短いことをはじめ、異なる点も多かった。1896年、セオドア・ニコラウス・ジルが新属 Cololabis を提唱し、サンマを移したため、現在の学名に変更された。属名 Cololabis は、ギリシア語の「kolos（コロス、短い）」とラテン語「labia（ラビア、唇）」を合成したもの。種小名 saira は、日本語での一古称であり紀伊半島の方言名である「サイラ（佐伊羅魚）」に由来している。

### 各国語名
和名「サンマ」の由来については、2つの有力な説がある。「サ（狭、意：狭い、細い〉」に起源があるとして「細長い魚」を意する古称「サマナ（狭真魚）」が「サマ」 - 「サンマ」と変化したとする説が一つ、大群をなして泳ぐ習性を持つことから「大きな群れ」を意する「サワ（沢）」と「魚」を意する「マ」からなる「サワンマ」が語源となったという説が一つである。
サンマは古くは「サイラ（佐伊羅魚）」「サマナ（狭真魚）」「サンマ（青串魚）」などと読み書きされており、また、明治の文豪・夏目漱石は、1906年（明治39年）発表の『吾輩は猫である』の中でサンマを「三馬（サンマ）」と記している。これらに対して「秋刀魚」という漢字表記の登場は遅く、大正時代まで待たねばならない。現代では使用されるほとんど唯一の漢字表記となっている「秋刀魚」の由来は、秋に旬を迎えよく獲れることと、細い柳葉形で銀色に輝くその魚体が刀を連想させることにあり、「秋に獲れる刀のような形をした魚」との含意があると考えられている。1922年（大正10年）の佐藤春夫の詩『秋刀魚の歌』で、広くこの漢字が知れわたるようになった。ただし、迪宮裕仁親王（後の昭和天皇）の幼少期のエピソードから、「秋刀魚」の表記は明治後期に流布していたとみなすこともできる。生後間もなく川村純義海軍中将の元に里子に出されていた親王は、川村邸では「アキガタナ」と呼ばれていたサンマを好んだという。日本語のほか、中国語でも同じ漢字で記して「qiūdāoyú」と読まれている。
他に朝鮮語では「꽁치（kkongchi）」、ロシア語では「сайра（saira）」、英語では「Pacific saury」と称する。

## 生物的特徴
体は細長く、上下顎はくちばし状で下顎は上顎より突出した形状。背鰭の後方に6個程度、尻鰭の後方に7個の程度の小離鰭を有する。体の背部は暗青色、腹部は銀白色。胃が無く短く直行する腸が肛門に繋がる。腸が短いため摂食した餌は、20分から30分程度の短時間で消化され体外に排出される。
鱗が小さい上にはがれやすく、棒受け網で漁獲されたものは漁船から水揚げされる際にほとんどの鱗がはがれ落ちてしまうため、状況によっては水揚げの直前に自らや他の個体から剥がれた鱗を多数呑み込んで内臓に溜める個体が少なくない。サンマの内臓には多くの鱗が含まれている場合があるが、これらはサンマが捕食した小魚の鱗ではなく、そのような形で呑み込まれたサンマ自らの鱗である。

### 分布
北太平洋に広く生息し、日本海を含む日本近海から、アメリカ大陸沿岸のアラスカおよびメキシコまでの海域に分布する。季節によって広い範囲を回遊する魚として知られるが回遊経路は十分に解明されていない。かつて分布群は北西太平洋系群、中央太平洋系群、東部太平洋系群の3系統が考えられていたが、分布に明瞭な境界が無く連続して分布し、また遺伝子解析の結果からも明瞭な差がないとされている。
日本近海の群れは、太平洋側では黒潮の暖流域で孵化し海流とともに北上する、夏季はオホーツク海方面で回遊し成長する。成魚になると秋に産卵のために寒流（親潮）に乗って太平洋側では東北、関東沖を通過し、近畿・九州沖までに南下する。日本海側でも同様に山口県沖の対馬海流の暖流域で産卵し新潟県沖など日本列島を囲むように南下を行う。

### 生態
寿命は1年から2年程度であり、通常2年で全長35cm程度まで、まれに40cmを超える大きさに成長する。28cm未満は、0歳魚と考えられる。成魚は海洋の表層近く（昼間の成魚の分布水深は表層から10-15m程度、仔魚は昼夜に無関係で少なくとも水深20cm以浅）を大群をつくって泳ぐ。千島列島沖で群れが形成される際は表面水温10℃から18℃で水深25mの温度が8℃の等温線に沿って分布するとする研究がある。捕食者から逃げるときにはトビウオのように水面から飛び出して滑翔することもある。動物性プランクトン・甲殻類・小魚・魚の卵などを食べる。

### 産卵と孵化
海域によって産卵時期は異なりニシンの様な特定の季節に集中した産卵ではなく、一定の大きさを超え成熟した個体が産卵するが、「年2回のピークを持った産卵」とする説と「冬を産卵期」とする説があり解明されていない。また、一度に全ての卵を産卵するのか、あるいは複数回に分けて産卵するのか等も不明である。たとえば、日本列島の南側の産卵場は、黒潮本流のやや南側の海域とされる が、日本海側では5月から6月に山口県沖。人工照明下で昼夜を擬似的に再現した環境下での産卵は8時から13時の時間帯に多く、少数ながらも深夜1時台にも観察された。強い照度変化が産卵誘発の要因として示唆される。
卵は1.7 - 2.2mmと大型で付属糸を有し、同じダツ目のメダカの卵によく似ている。メスはこの卵を流れ藻などに産着させる。卵は水温10℃から25℃の範囲で孵化することが確認されており，この範囲では水温が高いほど孵化日数が短く、20℃では10日前後となる。

## 人間との関わり

### 食用
秋のサンマは脂肪分が多く独特の風味があり、特に塩焼きは日本の秋の味覚の代表のひとつして親しまれており、しばしば「究極の美味」などと表現されることもある。
日本では、塩焼きにしてカボスや、スダチ、ユズなどの搾り汁やポン酢、醤油などをかけ、大根おろしを添えて食べることが多い。サンマは餌を食べてから排出する時間が30分程度と短いため、内臓に独特のクセはあるがえぐみは少なく、塩焼きのはらわたを好んで食べる人も多い。またイワシ類ほどではないが小骨が多い。日本各地でサンマ祭りが行われる（一例として「目黒のさんま#「目黒のさんま」にちなんだ祭り」）。
蒲焼きの缶詰は水産物缶詰のなかでも人気が高い。近年では刺身としても流通しており、脂の乗り切らない初秋が食べ頃とされ、他の青魚と同様に酢じめして食べる事も寿司にすることもある。また、押し寿司としても利用される。
関西や紀伊半島（南紀、熊野）、志摩半島の一部において「サイラ」と呼び（学名はここから取られた）、秋刀魚寿司や開きにして一夜干しにしたものを焼いて食べるのが一般的。志摩では天岩戸の神饌の一つ。11月23日には岩戸の前でサンマを焼いて食べる。
伊豆や紀州、北陸などでは脂の落ちたサンマを丸干しに加工することもある。特にサンマの若魚を丸干しにしたものは「針子（ハリコ）」、鈴鹿ではカドと呼ぶ。
岐阜県の中濃地方、東濃地方の郷土料理として、塩漬けしたサンマを使用した炊き込みご飯であるさよりめしがある。
サンマには、血液の流れを良くするといわれるエイコサペンタエン酸が含まれており、脳梗塞・心筋梗塞などの病気を予防する効果があるとされている。また、ドコサヘキサエン酸も豊富に含まれており、体内の悪玉コレステロール（LDL）を減らす作用、脳細胞を活発化させ、頭の回転を良くする効果もあるとされている。
生のサンマの鮮度の見極めは
- 尾を持ちサンマの頭を上に向けたとき、体が曲がらずにできるだけまっすぐに立つもの
- 目が濁っていないもの
- 口先がほんのり黄色いこと

などと言われている。おいしいサンマは口先だけでなく尾も黄色く、極まれに全身が黄色のサンマも獲れる。これらは高級魚として高値で取り引きされる。サンマが黄色くなる理由はいまだ解明されていない。
サンマの内臓には小さく赤いミミズのような虫が含まれていることがあるが、これはラジノリンクス (Rhadinorhynchus selkirki ) という名の寄生虫である。気味は悪いが、人体に寄生することはなく、無害である。一方で、アニサキスが寄生している場合もあり、生食やそれに近い調理方法には注意が必要である。
焼き魚として調理する場合、取り除くべき大きな鱗を持たず、内臓やえらを取り出すことも少ないので包丁を必要とせずに扱いやすく、料理書で入門用鮮魚とされることがある。
沿岸漁業でサンマが獲れる地域が日本近海に限定されるため、サンマを食べる習慣があるのは日本とロシアのサハリンとカムチャツカ半島周辺に限られていたが、近年では中国などでも和食ブームでサンマを出す日本食レストランが増え、人気が高まっている。ロシアでは焼いた物にスメタナをつけたり、生の切り身をマリネにするなどして食べる。初競りの際には1匹で万単位の価格が付くこともあり、この時だけ超高級魚の扱いを受けるという。

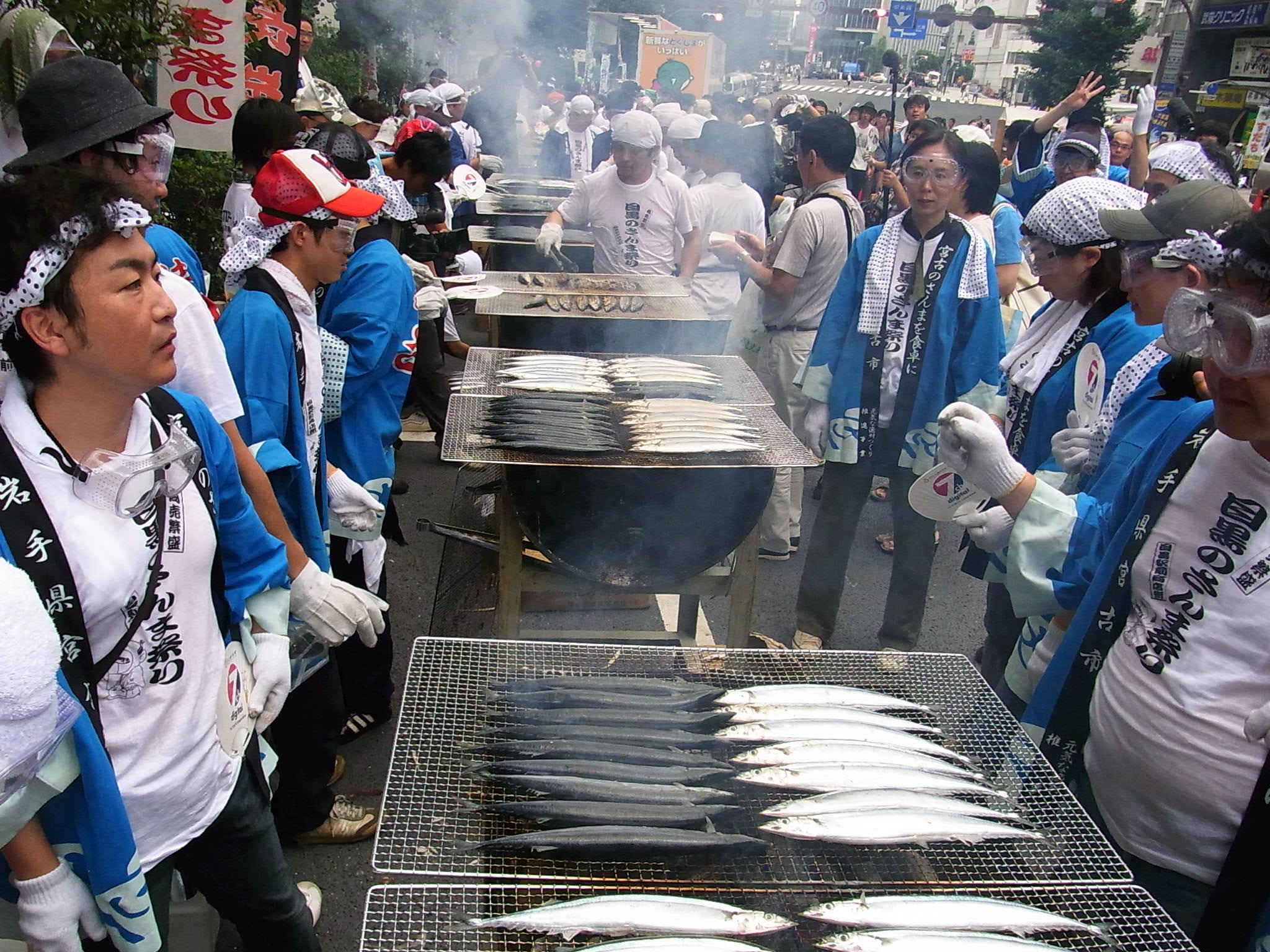
目黒のさんま祭り（2010年9月5日撮影）
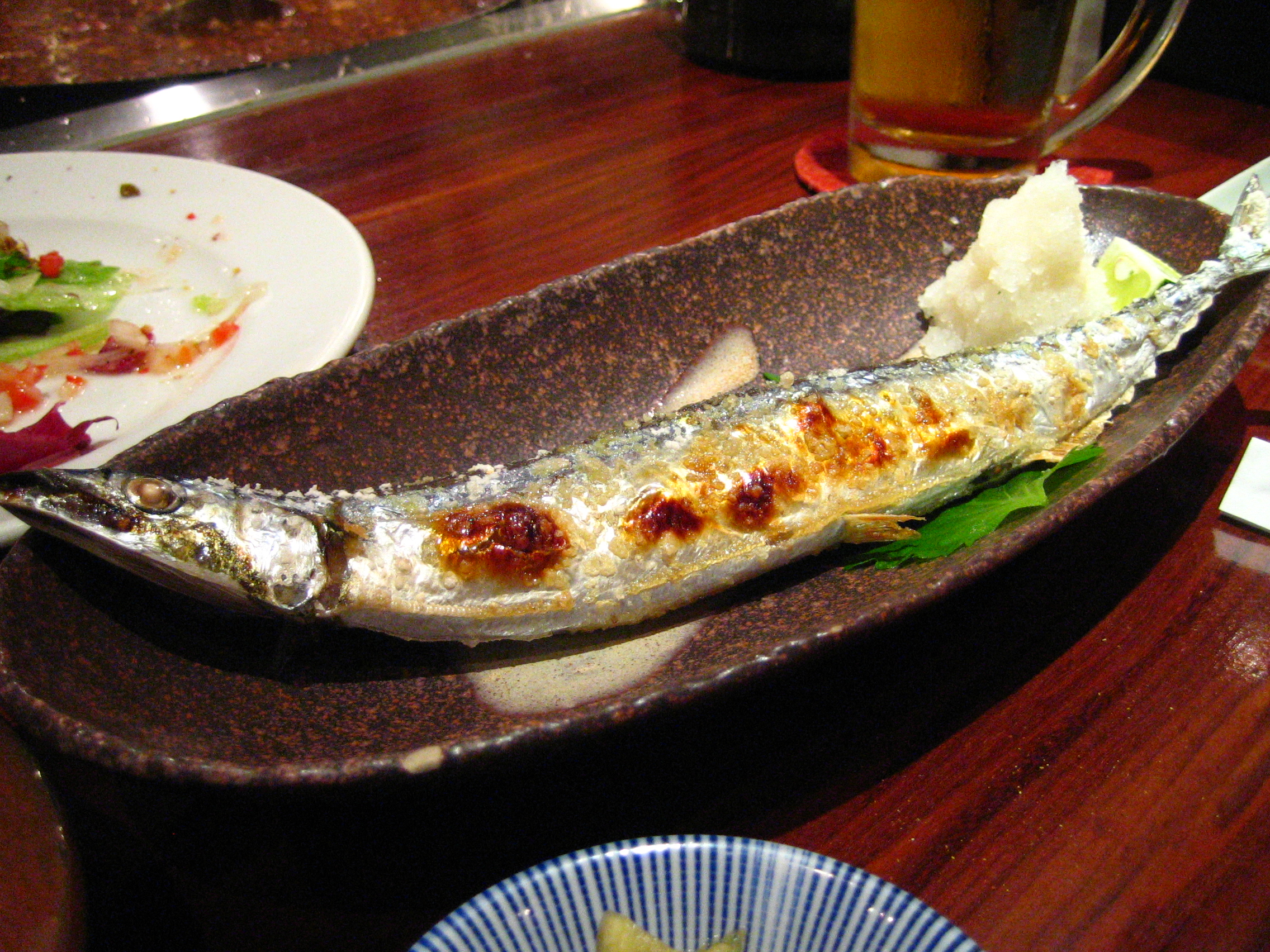
大根おろしが添えられた、サンマの塩焼き
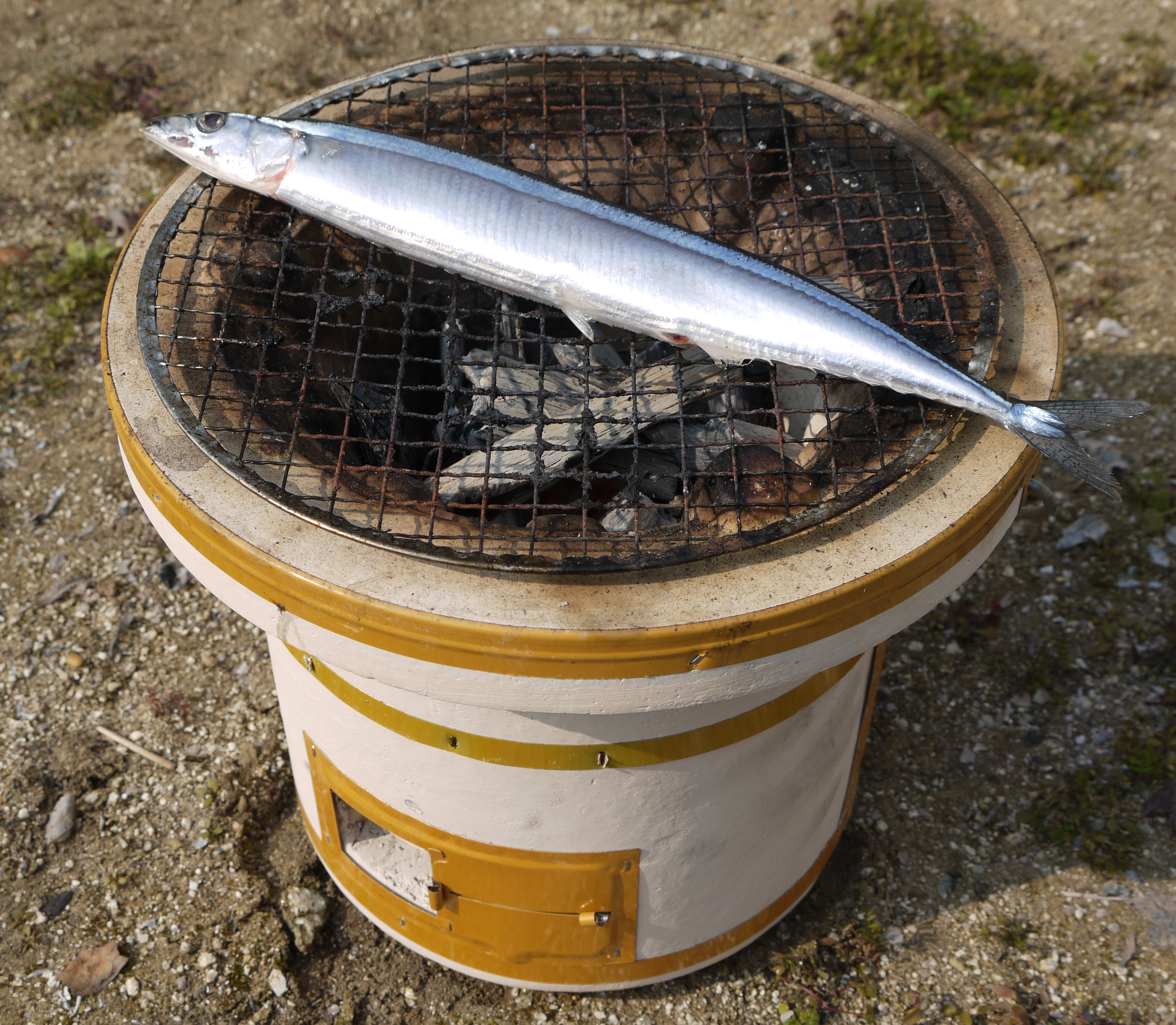
七輪とサンマ
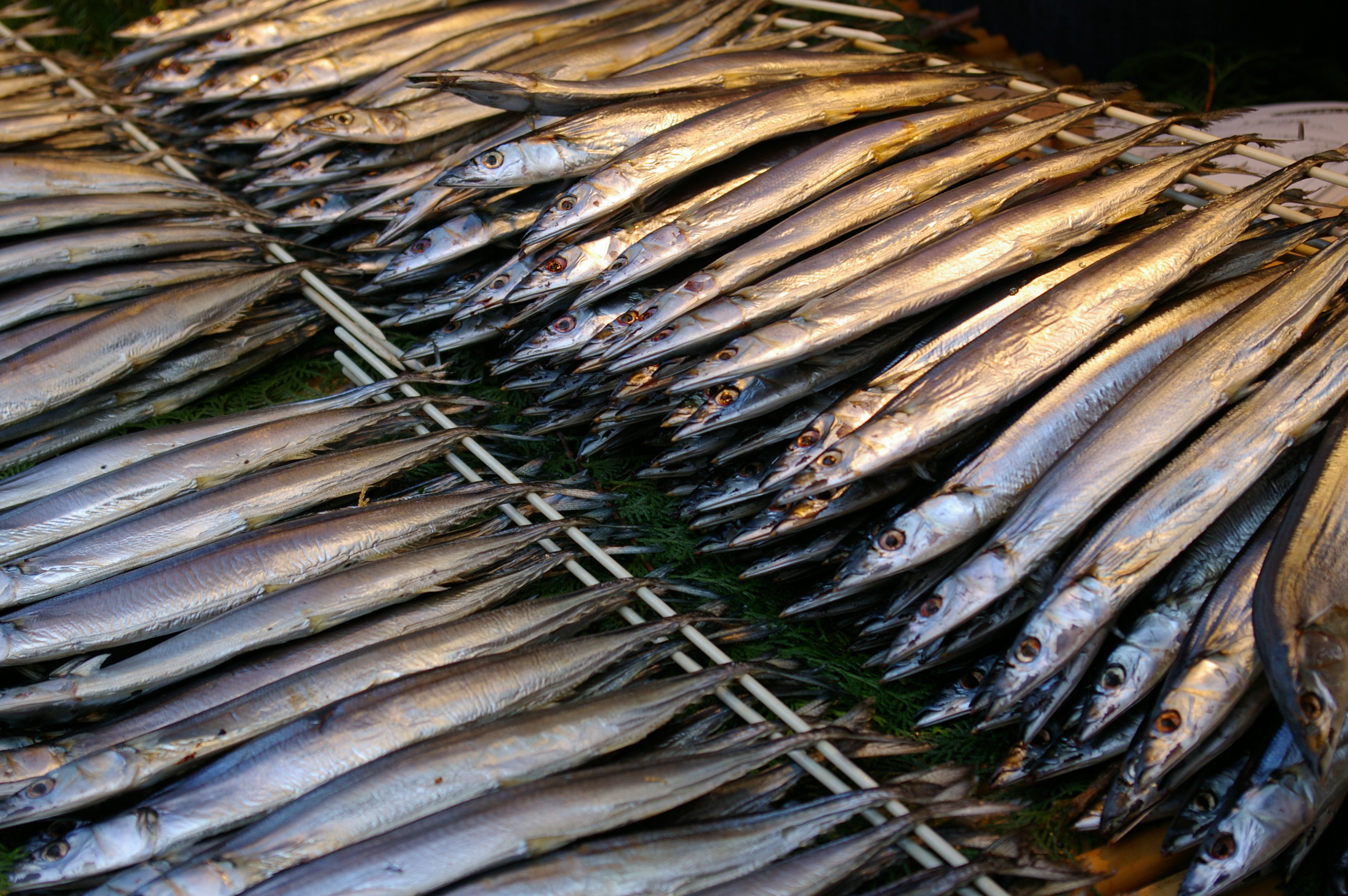
サンマの丸干し
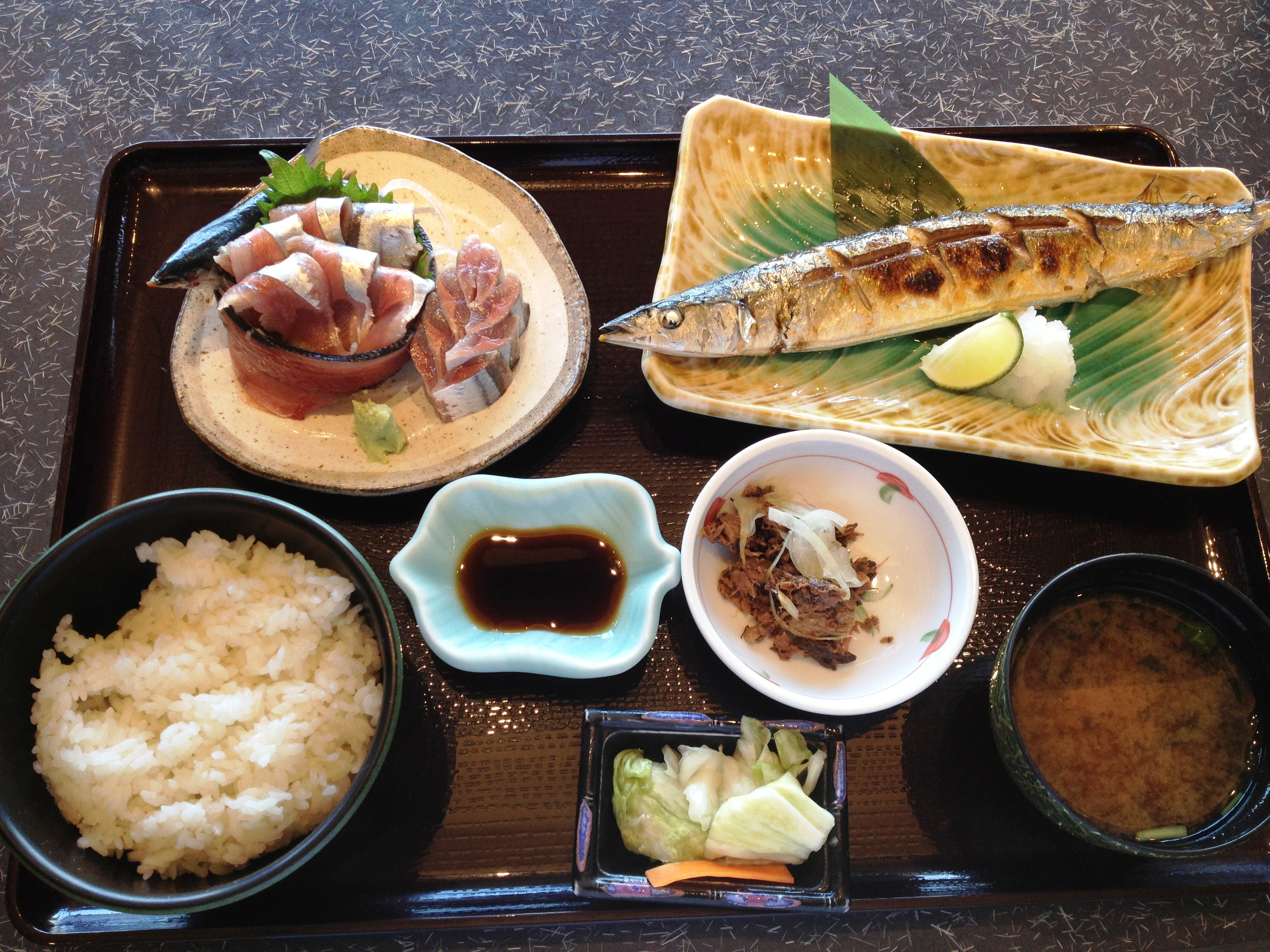
焼きサンマとサンマの刺身 宮城県気仙沼直売所レストランにて2012年9月

なお、神奈川県のご当地ラーメンの「サンマーメン」はサンマとは全く関係がない。サンマが具やダシに使われているラーメンは、「さんまラーメン」と呼ばれる。

### 漁業
日本付近の主漁場は根室沖 - 三陸沖 - 銚子沖である。日本におけるサンマ漁の漁期はかつては9月から11月だったが、乱獲などによるサンマ資源の減少に伴い、不漁対策として2018年より通年の操業が許可されているため、2019年以降は1年中漁獲することができる。日本近海で漁獲する場合、夏期にオホーツク海や北海道東方沖で成長した個体群は、9月頃から親潮とともに南下するが、30cm程度に成長し南下する群れを対象として流し網漁や光に集まる習性を利用する棒受け網漁によって行われる。棒受け網漁は敷き網の一種で、一まとめに漁獲しようとする趣旨の漁法である。北海道道東地方で漁獲されるサンマの多くはこの漁法による（知事許可漁業）。このほか、刺し網による漁業も行われている。また、産卵しようと流れ藻に入り込むサンマを手づかみで捕らえる漁が、日本の佐渡島や北海道西岸沿海で行われている。
三陸沖から銚子沖での漁場は、親潮第一分枝の先端や三陸沖暖水塊に巻き込まれた細長い第二分枝、第三分枝の先端に形成される。
2006年（平成18年）の日本の陸揚げ上位漁港は以下の通り。単位当たりの卸売価格は、シーズン初期（8月）の主要陸揚げ港である北海道・道東の港で高く、三陸海岸沖に魚群が南下してくるシーズン中期以降の主要陸揚げ港である東北地方太平洋側諸港で安くなる傾向がある。ただし、魚群の南下スピードや漁期、市場の需要と供給などにより、細かく魚価は変化している。
| 順位 | 漁港       | 都道府県 | 上場水揚量 （t） | 卸売価格 （円/kg） |
| ---- | ---------- | -------- | ---------------- | ------------------ |
| 1    | 根室漁港   | 北海道   | 56,226           | 91                 |
| 2    | 女川漁港   | 宮城県   | 33,459           | 58                 |
| 3    | 気仙沼漁港 | 宮城県   | 29,356           | 54                 |
| 4    | 釧路漁港   | 北海道   | 28,438           | 79                 |
| 5    | 厚岸漁港   | 北海道   | 26,200           | 76                 |
| 6    | 大船渡漁港 | 岩手県   | 20,894           | 56                 |
| 7    | 宮古漁港   | 岩手県   | 16,853           | 63                 |
| 8    | 銚子漁港   | 千葉県   | 13,819           | 63                 |
| 9    | 小名浜漁港 | 福島県   | 3,639            | 55                 |
| 10   | 釜石漁港   | 岩手県   | 2,389            | 51                 |
| 合計 | 197漁港計  |          | 238,176          | 70                 |

2020年8月12日に解禁された北海道東部漁場の小型船によるサンマ棒受け網漁は、極端な不漁となり漁獲がほぼゼロに近い状態となった。
2010年代後半の低調なサンマの水揚げについて、水産学者の勝川俊雄は、日本の近隣諸国の乱獲によってでなく日本に来遊するサンマが減っているからだとしている。それと同時に、各国ごとの漁獲枠についての国際的なルールの設定を主張している。

#### サンマの年度別漁獲量
出典:
| 年度 | 漁獲量(トン) | 備考 |
| ---- | ------------ | ---- |
| 2001 | 266,344      |      |
| 2002 | 205,268      |      |
| 2003 | 260,459      |      |
| 2004 | 205,046      |      |
| 2005 | 229,679      |      |
| 2006 | 239,979      |      |
| 2007 | 295,776      |      |
| 2008 | 343,225      |      |
| 2009 | 303,271      |      |
| 2010 | 193,425      |      |
| 2011 | 207,770      |      |
| 2012 | 218,371      |      |
| 2013 | 147,819      |      |
| 2014 | 224,755      |      |
| 2015 | 112,264      |      |
| 2016 | 109,590      |      |
| 2017 | 77,169       |      |
| 2018 | 119,930      |      |
| 2019 | 40,517       |      |
| 2020 | 29,566       |      |

#### 北太平洋漁業委員会参加国および地域の漁業
北太平洋の水産資源を管理・保護するために、日本は北太平洋漁業委員会に加盟している。2016年の北太平洋漁業委員会参加国および地域の漁獲量は以下の通り。
| 順位 | 国     | 上場水揚量 （t） |
| ---- | ------ | ---------------- |
| 1    | 台湾   | 145,531          |
| 2    | 日本   | 114,222          |
| 3    | 中国   | 63,016           |
| 4    | 韓国   | 16,828           |
| 5    | ロシア | 14,623           |
| 合計 |        | 354,220          |

北太平洋漁業委員会参加国におけるサンマの漁獲量について、日本以外の国の漁獲が占める割合が増えている。サンマの資源量の減少もあって、2015年以降の日本のサンマの漁獲は激減している。
サンマは太平洋全域に生息するが、日本は主に排他的経済水域内で漁獲し、公海上では少ない（日本の2013年の漁獲量約15万7千トンのうち、公海で取ったのは約8千トン）。一方、2010年代前半から 日本の排他的経済水域の外側公海でサンマ漁をする海外の船の急増が見られ、漁獲の大半は北太平洋の公海で、サンマの群れが日本付近に来遊する前に先取りする。中国、台湾、韓国の漁船は多いときには１つの漁場に50 - 60隻が集まり、日本では見られない1,000トン級の大型船も用いられている。北太平洋漁業委員会参加国・地域のうちで最大の漁獲量を上げているのが台湾で、2013年には日本の漁獲量を上回り、豊漁だった2014年には台湾の漁獲量はおよそ23万トンに達している。2013年よりサンマ漁を開始した中国も、2010年代後半には日本の漁獲量の半分を超える規模となっている。
日本ではサンマ漁船の大きさは200トン未満に制限されており、20トン未満の小型漁船も多いため、公海での遠洋漁業には向かない。日本の漁船が漁獲したサンマは氷蔵され漁港に運ばれ、加工などは漁港で行う。公海で漁獲したサンマも日本の漁港に持ち帰るか、ロシア船に洋上販売する。一方、台湾の大型漁船は公海上で冷凍・加工まで行う。総トン数およそ1,000トンという日本の一般的なサンマ漁船の50倍の大きさの船が台湾全体で90隻以上あるという。
サンマの漁獲量の減少もあり、日本では2019年より法令が改正され、サンマ漁の漁期が撤廃されてサンマ漁の通年操業が可能となった。もともと、ロシアが2016年にロシアの200海里内における日本漁船のサケ・マス流網漁を禁止したことへの代替漁業として、2016年より国の補助を得て北太平洋公海においてサンマ漁を行う「公海さんま」事業が試験的に行われていたが、サンマ漁の通年操業が解禁されたことを受けて2019年より公海さんま事業が本格的にスタートした。ただし、全国さんま棒受網漁業協同組合は北太平洋公海における漁期を5月1日から7月20日までに自主規制を行っている。日本近海のサンマはTAC制度（漁獲可能量制度）に従って水産庁により資源量が調査され、日本近海における漁獲量は管理されている。そのため、日本が北太平洋公海において通年操業を行ってもサンマの資源量には影響しないと水産庁は評価している。
令和3年2月23〜25日に行われた北太平洋漁業委員(NPFC）第6回年次会合で、日本から提案し議論により、サンマの分布域全体の総漁獲可能量を33万3,750トン（現行55万6,250トン）とし、NPFC条約水域（公海）の漁獲枠（TAC）は19万8千トン（現行33万トン）（日ロ両国は200海里水域内の漁獲量を13万5,750トン以内に抑えることで上記措置に協力）
、この規定は2021年及び2022年の2年間に適用することで合意した。

### 飼育
生存したままでの捕獲が極めて難しく、また、養殖の需要もないため、飼育はほとんど行われていない。
日本の福島県にあるアクアマリンふくしまにおいて常設展示用飼育が行われていて、東日本大震災により予備飼育施設「水生生物保全センター」が被災したことにより、2012年8月に展示を中止したが2013年5月に展示が再開されている。上記の通り短命なのと、非常に臆病な魚でパニックをおこしやすいため、当初は1000匹いたのが2014年10月には30匹に減少している。
過去にはしながわ水族館 、名古屋港水族館 でも展示されていたことがある。

### 釣り餌
イギリスでは、Blueyと呼ばれ、釣り餌として使われている。タイ類や大型魚の餌にもされる。
マグロ延縄漁船では、冷凍サンマが餌に使われている。